# Fotorrealismo

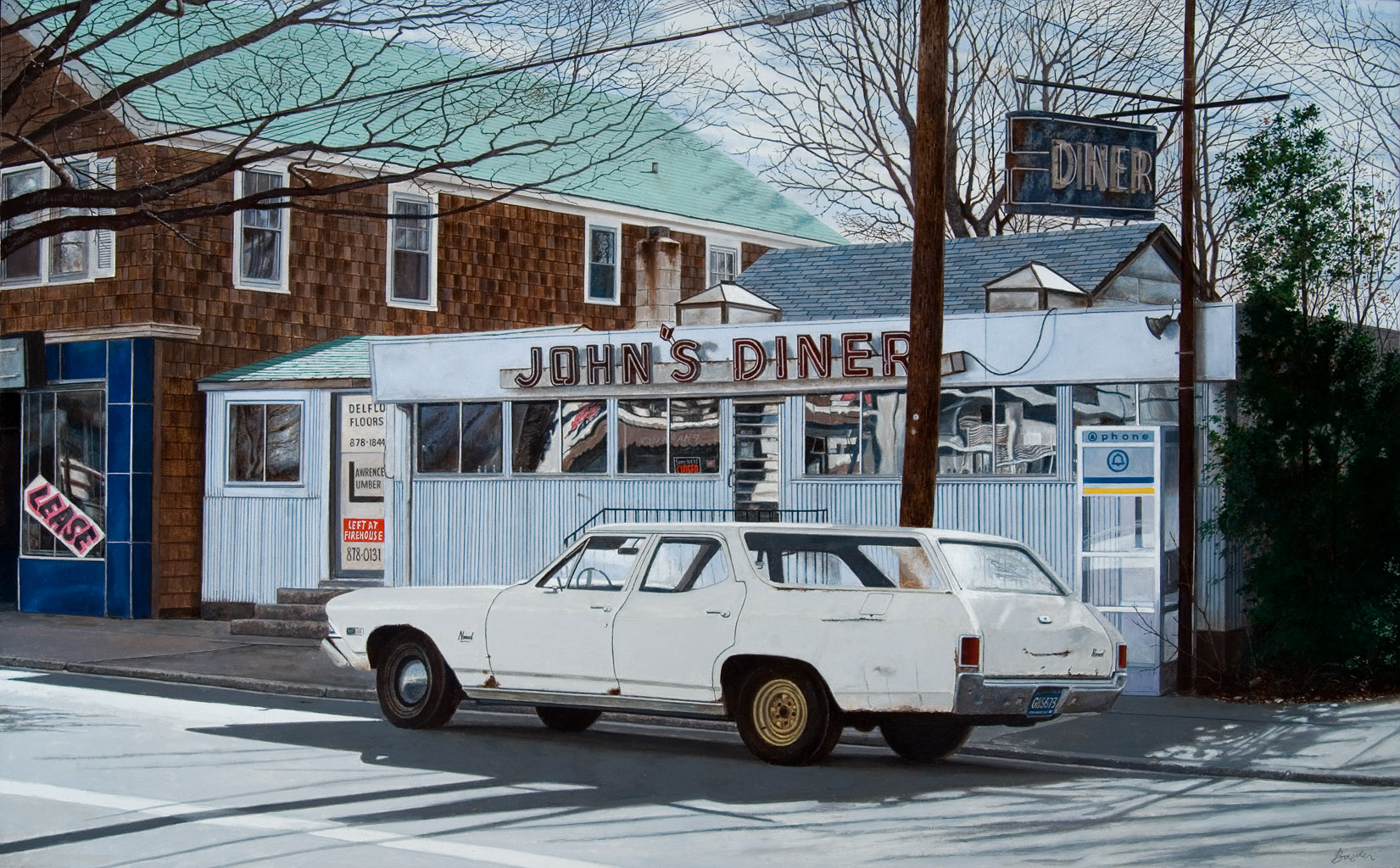
John Baeder: John's Diner with John's Chevelle, óleo sobre tela, 75 x 120 cm, 2007

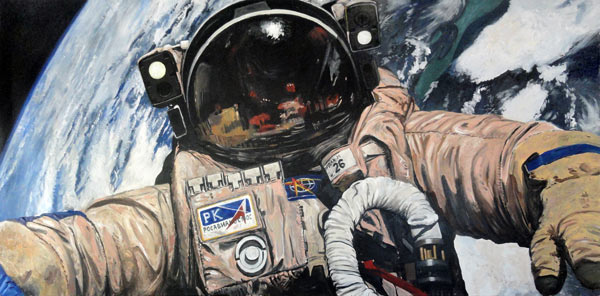
Ricardo André Frantz: A Fronteira Final, acrílico sobre tela, 300 x 145 cm, 2011

Fotorrealismo é a denominação de uma escola de pintura que transporta com bastante fidelidade para o meio pictórico imagens originalmente obtidas com uma câmera fotográfica. A escola começou a florescer nos Estados Unidos no final dos anos 1960 como uma derivação da arte pop e como uma reação ao expressionismo abstrato e ao minimalismo, e veio a gerar uma corrente ainda mais detalhista conhecida como hiper-realismo.
Nos anos 1950 a crítica de arte ligada à estética modernista havia descartado o realismo na pintura como um anacronismo, já que a fotografia em grande medida substituíra a pintura como meio de reproduzir a realidade, tendo se tornado o meio preferencial para isso quando os primeiros fotorrealistas iniciaram sua produção. Porém, o uso da fotografia como principal base do trabalho constituía uma aceitação tácita dos princípios da arte moderna e teve uma recepção bastante favorável por outros setores da crítica e também pelo público. Isso não impediu que ressurgisse a polêmica, pois seus detratores viam a reprodução como uma anulação da personalidade do artista, uma limitação da sua criatividade e uma concessão ao conservadorismo do mercado de arte, desconsiderando precedentes históricos importantes no fato de que o emprego de tecnologias diversas como a câmera escura e outros aparatos óptico-mecânicos para auxiliar na construção da pintura era uma prática corriqueira desde o século XV, como é sabido da produção de nomes notórios como Leonardo da Vinci, Vermeer e Canaletto. Após o surgimento da fotografia no século XIX ela logo se tornou um auxiliar de grande importância para inúmeros artistas que trabalhavam com a pintura tradicional mas que buscavam reproduzir com fidelidade os cenários, pessoas e objetos que viam. Pintores destacados do século XIX como Eugène Delacroix, Frederic Edwin Church, Albert Bierstadt, e no Brasil Pedro Américo e Victor Meirelles, reconhecidamente usaram fotos para compor suas obras. Muitos, porém, negavam esse uso, pois temiam ser vistos como meros copistas.
Ainda que o fotorrealismo compartilhasse alguns princípios com o movimento realista na pintura, desde logo seus praticantes tentaram se caracterizar como uma corrente distinta. A escola, por outro lado, foi muito influenciada perla arte pop e desejou estabelecer uma reação contra o minimalismo e o expressionismo abstrato. Tanto a arte pop como o fotorrealismo reagiam também contra a inundação de imagens produzidas pela fotografia, alegando que a multiplicação massiva de imagens as banalizava. Contudo, enquanto que os artistas pop apontavam para o absurdo que essa multiplicação significava, especialmente na mídia comercial, os fotorrealistas tentavam atribuir um maior valor a imagens específicas, enfatizar a sua ligação com a realidade que descreviam e direcionar a atenção do público para ela. Também procuraram estabelecer uma distinção entre o que faziam e os praticantes da técnica do trompe l'oeil, já que esta procura enganar o olho fazendo-o acreditar que o que se vê é um objeto real, ao passo que os fotorrealistas jamais tentaram ocultar o fato de que o que o público vê é de fato uma pintura.
O termo denominativo da escola foi cunhado por Louis K. Meisel em 1969 e no ano seguinte apareceu impresso pela primeira vez em um catálogo de uma exposição realizada no Museu Whitney, intitulada Cinco Realistas. Dois anos mais tarde o mesmo crítico desenvolveu uma caracterização da escola a pedido de Stuart M. Speiser, colecionador e curador de uma exposição itinerante intitulada Fotorrealismo 1973 - A Coleção Stuart M. Speiser. A caracterização incluía cinco pontos fundamentais:
1. O fotorrealismo usa a câmera e a fotografia para coletar informação;
2. O fotorrealismo usa recursos mecânicos ou semi-mecânicos para transferir a informação para a tela;
3. O fotorrealista deve ter uma habilidade suficiente para fazer com que a pintura se pareça com uma fotografia;
4. O fotorrealista deve ter exibido obras neste estilo antes de 1972 para poder ser classificado como um dos fundadores da escola;
5. O fotorrealista deve ter trabalhado há pelo menos cinco anos nesta técnica.

O fotorrealismo não pode existir sem a fotografia. A cena deve ser congelada na foto e fielmente transposta para o meio da pintura. Usualmente esse transporte, para que seja fiel, é feito com o uso de um quadriculado, uma técnica tradicional na pintura, ou através de projeção com aparelhos especiais. O resultado tem um aspecto fotográfico mas na maior parte das vezes suas dimensões são muito maiores do que a foto original. É necessária uma grande virtuosidade técnica para reproduzir o aspecto fotográfico, com suas nuances de luz, cor e reflexos. Entre os fundadores da escola se contam Richard Estes, Ralph Goings, Chuck Close, Charles Bell, Audrey Flack, Don Eddy, Robert Bechtle e Tom Blackwell. Muitas vezes trabalhando independentemente, esses primeiros fotorrealistas desenvolveram linhas de trabalho às vezes bastante diferenciadas, mas sempre com a mesma técnica, alguns abordando o paisagismo, o retrato, a natureza-morta e os cenários urbanos. Outros abordavam ícones culturais da classe média, investidos de grande apelo emocional, como carros de corrida, motocicletas e objetos e bens de consumo que significavam progresso e um estilo de vida confortável e desejável. Outros ainda preferiam reproduzir fotos antigas, criando obras memorialistas e nostálgicas, numa espécie de arqueologia da vida urbana.

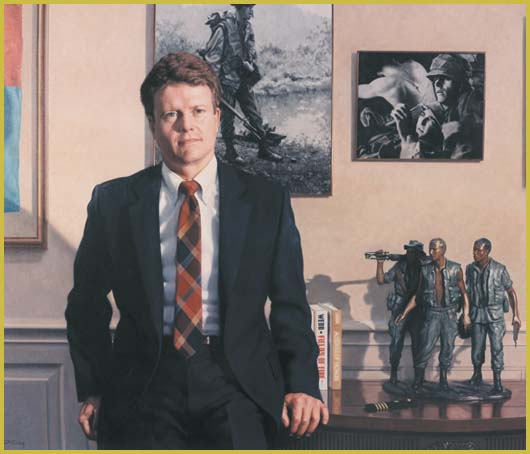
Richard Whitney: Retrato de James Henry Webb Jr., óleo sobre tela, s/d

Embora usualmente associado à pintura, o fotorrealismo teve praticantes na escultura, produzindo obras a partir dos mesmos princípios essenciais, entre eles Duane Hanson e John DeAndrea. O auge do movimento ocorreu na década de 1970, concentrado nos Estados Unidos, mas logo a escola se internacionalizou e continua em vigor até os dias de hoje. A evolução da tecnologia levou a um desenvolvimento da escola, no chamado hiper-realismo, onde a minúcia da reprodução fotográfica atingiu uma fidelidade surpreendente, muito além dos resultados obtidos pelos praticantes do fotorrealismo, explorando efeitos como a profundidade de campo fotográfico, desfoques relacionados à velocidade do obturador (motion blur) e flashes. Entretanto, ambos os nomes são usados muitas vezes de forma intercambiável.
O fotorrealismo foi uma importante influência na definição da estética cinematográfica nos anos 1970 para a criação de cenários convincentes, e o termo é atualmente usado também para designar uma técnica de computação gráfica para criação de imagens imitativas da realidade, sendo largamente utilizada no design de videogames. A escola ainda desencadeia polêmica, mas tem defensores que apontam para uma complexidade, riqueza e sutileza em sua estética que vai muito além da simples imitação mecânica e impessoal da realidade, e sua grande difusão internacional e sua popularidade entre o grande público, havendo um sólido mercado para ela, indicam que seus pressupostos permanecem válidos na contemporaneidade.